# リッキー・マルビン
リッキー・マルビン（Ricky Marvin、1980年1月8日 - ）は、メキシコのプロレスラー。ベラクルス州出身。本名：リカルド・フエンテス・ロメロ（Ricardo Fuentes Romero）。
かつてはリッキー・マルビンのリングネームでCMLLやプロレスリング・ノアで活躍し、その後は覆面レスラーのベンガラ（Bengala）としてAAAやノアで活動。
祖父はエル・ゲレーロ、父はアリアス、弟にロッキー・マルビンがいるというルチャドール一家である。

## 来歴
1995年5月9日、エル・サント戦で覆面レスラーのホワイト・デモン（White Demon）としてデビュー。1998年にCMLL入り。
2000年、みちのくプロレス、DDTプロレスリング、闘龍門に参戦し、女子プロレス団体のアルシオンにもライセンスナンバー38として参戦した。また、セコンドとしてパンクラスにも姿を見せている。この時はリッキー・マーティンを模した「空飛ぶジャニーズ」と評される色男ギミックだった。
2003年にCMLLを退団、プロレスリング・ノアに参戦。2003年から2006年にかけて、フベントゥ・ゲレーラや鈴木鼓太郎、SUWAをパートナーにGHCジュニアヘビー級タッグ王座に5度挑戦しいずれも敗れたが、2007年1月21日、6度目の挑戦でついに第6代GHCジュニアヘビー級タッグ王者となった（パートナーの鈴木鼓太郎も4度目の挑戦だった）。2005年にCMLLに復帰したが同年の4月2日には選手会興行にも名を連ね、タイガー・エンペラーとマスクと頭髪を賭けて戦ったが（マスカラ・コントラ・カベジュラ）敗北し、丸坊主になった。
セカンドロープからトップロープへとロープ上で2回ジャンプして攻撃するなど空中技を得意とし、プロレスリング・ノアにおける実況で「プリンス・オブ・ルチャドール」「全身バネ」と評される。また、試合中に「もういっちょー!」、「おい、こら!」「（レフェリーのカウントが）遅い！」などと叫ぶほか、調印式で「お前はもう死んでいる」と発言するなど日本語も話す。選手とは日本語でコミュニケーションをとっており、非常に流暢に日本語を喋る。シリーズ終了後も日本に滞在することもしばしばで、かつてはディファ有明内のノア道場に住んでいた。かつてのSUWAや齋藤彰俊同様に実質所属選手扱いを受けていたが、2006年に正式に所属選手となった。2007年から2008年にかけてNOAHと交流のあるAAAにも参戦。
ムシキング・テリーのライバルムシキング・ジョーカーの正体ではないかと噂されているが、真相は不明である。ただ、ジョーカーの試合ではスペイン語で時間経過のアナウンスが入り、ノア所属外国人の中で母語がスペイン語であるのはマルビンのみである。他にもZERO-ONEに参戦したブラック・エンペラーもマルビンの説がある。
2007年にはROH、DRAGON GATE、2009年には佐々木健介の健介オフィス自主興行、2011年には、新日本プロレス、全日本プロレス、ダイヤモンド・リング、2012年には、ダイヤモンド・リング、TAJIRIのWrestling New Classicに参戦。
2013年1月6日、プロレスリング・ノア所属としてのラストマッチを行う。その後もノアには不定期に参戦。
2014年5月2日、ベンガルトラをモチーフとしたマスクを被ったベンガラ（Bengala）のリングネームで活動を開始、AAAに参戦する他、古巣のノアにも参戦した。
2018年には、再びリッキー・マルビンとして、プロレスリング・ノアへ参戦。グローバル・ジュニアヘビー級タッグ・リーグ戦に、エル・イホ・デル・パンテーラとタッグチームを結成してエントリーしたが、優勝決定戦への進出には至らなかった。
以降、現地にてルチャ道場を開業し、幾多の新人レスラーを輩出している。日本人レスラーYutaniも その一人。

## 得意技

### フィニッシュ・ホールド
パワーボム式バックブリーカー 
リッキー・マルビンのオリジナル技。パワーボムのように担ぎ上げて落とすときにリングに両膝を立てて寝転び、そのまま相手の背中を両膝の上に叩き落とす。
8.1
変型前方回転エビ固め。ベンガラとして活動時の決め技。
サンタマリア
オリジナル技。
エクスプロイダーの体勢から相手を担ぎ上げると同時に前方回転させ、シットダウンで後頭部からマットに叩きつける変型ドライバー。マイケル・モデストのカリフォルニア・ロールの改良技。鈴木鼓太郎との合体版もあった。
デッドライン
2012年頃から大一番で稀に見せる奥の手ともいえる決め技。ツームストーン・パイルドライバーで抱え上げたとき、相手の両足を両腋の下へ挟み、その状態のままツームストーン・パイルドライバーを決める、危険技。

### その他
プリドゥーラク
オリジナル技。変形フェース・バスター。ブレーンバスターの体勢で持ち上げ、そのままジャンプして、前に倒れ込むようにしながら相手を前面からマットへ叩きつける。応用型で、相手を落とすときに尻餅をつくように座り込んで（シットダウン）決めるものもある。
ボイン・ボイン・スプラッシュ（ビヨン・ビヨン・スプラッシュ）
変形ムーンサルトプレス。コーナーで、トップロープに飛び乗り、すぐさま隣のトップロープに飛び移り、その反動を利用してムーンサルトプレスを敢行する。ロープで2度バウンドするので、その擬音語をそのまま技名称に使用している。
カリフォルニア・ロール
元はマイケル・モデストのオリジナル技で受け継いだ。変形デスバレーボム。斜め後ろから片腕で相手をハーフネルソンの形とし、もう片腕は相手の腿あたりを持って担ぎ上げ、相手を自分の肩の上に担いだと同時に高速で体を反転させて倒れ込み、相手を頭部あたりからマットへ落とす。走ってくる相手に対するカウンター攻撃としても使用。
リッキー・ドライバー
みちのくドライバーIIと同じ技。
スワンダイブ式トルニージョ
場外にいる相手に対して行うプランチャの一種。ロープに飛び乗り、フィギュアスケートのジャンプのように横回転しながらぶつかっていくためにキャッチされにくい。飛距離が出るため、鉄柵のある会場ではなかなか使う機会がないが、相手が鉄柵の外に出てしまった場合に繰り出すこともある。2007年11月のGHCジュニアタッグ選手権ではこの技を放った際に着地に失敗して左足を骨折してしまった。
スウェーバック
ラリアットやハイキックなどの上段攻撃を、のけぞって避ける。
フランケンシュタイナー
619
シャイニング・ウィザード
毒霧

## 入場曲
- Ave Maria - David Bisbal

## タイトル歴
CMLL
- CMLL JAPANスーパーライト級王座
- CMLL JAPANタッグ王座（パートナーはミステル・カカオ）

プロレスリング・ノア
- GHCジュニアヘビー級王座 - 第22代
- GHCジュニアヘビー級タッグ王座 - 第6代（パートナーは鈴木鼓太郎）、第11代（パートナーは石森太二）、第16代（パートナーはスペル・クレイジー）

闘龍門
- NWA世界ウェルター級王座 - 第49代

EWA
- EWA世界王座

その他
- メキシコナショナルライト級王座

## その他
- フベントゥ・ゲレーラと組んでGHCジュニアタッグ王座に挑戦した際、マルビンはCMLL所属、フベントゥはCMLLからAAAに移籍した直後であり、メキシコでライバル関係にある団体の所属選手同士が日本でタッグを組むという光景が見られた。
- 飛び技主体ということで、フェンスなどに体を強打することが多々ある。その後しばらくは痛がっているのだが、試合が進むにつれ気力で痛みを感じさせない動きをする。
- ノアでは鈴木鼓太郎よりも後輩扱いとなっているが、15歳でデビューし、かつそれ以前から非公式にプロレスのリングで試合を行っていたため、当時のノア所属ジュニアヘビー級レスラーでは小川良成に次いで活動歴が長い。
- 覆面レスラーのベンガラとしてノアへ初めて参戦になったとき、当初はノアをよく知る正体不明の選手として紹介されていたが、初試合後、インタビューで「ただいま」と語った上、公式サイトでリッキー・マルビンの声だったと説明され、事実上正体を公表された[3]。